# Фрегаты типа «Вилинген»
Фрегаты типа «Вилинген» (нидерл. Wielingenklasse) — серия фрегатов с управляемым ракетным оружием производства Бельгии, к которой относятся четыре фрегата (в настоящее время в строю находятся три фрегата в составе ВМС Болгарии). Серия фрегатов, как и головной корабль серии, названы в честь банки Вилинген.

## История
Заказы на строительство четырёх фрегатов для нужд ВМС Бельгии поступили от правительства Бельгии 22 декабря 1970 года. Фрегаты изначально строились в качестве кораблей сопровождения, ранее в ВМС Бельгии роль этих кораблей выполняли британские тральщики типа «Алджерин» (последний из этих тральщиков был выведен из состава флота в 1969 году).
Разработка проекта велась с 1964 года при помощи консультантов из ВМС Нидерландов. В 1971 году к разработке подключились верфи Бельгии «Больверф» и «Кокерилль». Строительство кораблей началось в 1974 году, и вскоре в состав ВМС вошли четыре фрегата: «Вилинген», «Вестдьеп», «Ванделаар» и «Вестхиндер».
Последний из фрегатов, «Вестхиндер», во время учений по борьбе с подлодками у берегов Норвегии серьёзно пострадал и в 1993 году был списан. Три оставшихся корабля были переведены в состав флота Болгарии: в 2004 году туда вошёл «Ванделаар» под именем «Дерзкий» (болг. Дръзки), а «Вилинген» и «Вестдьеп» были проданы в 2008 году болгарам, получив соответствующие имена «Верный» (болг. Верни) и «Гордый» (болг. Горди).